# 西坝河站
西坝河站是北京地铁12号线与17号线一座换乘站，位于北京市朝阳区太阳宫地区与香河园街道交界，北三环东路、西坝河南路、太阳宫中路交叉口西坝河桥下方。17号线车站于2023年12月30日启用，12号线车站于2024年12月15日启用。

## 位置
西坝河站位于北三环东路与西坝河南路交叉口西坝河桥下方。12号线车站沿北三环东路设置，以东西向延伸，17号线车站沿西坝河南路呈南北向布置，两线车站呈L型排列，且12号线下穿17号线。

## 车站结构
12号线西坝河站为地下双层双柱三跨岛式车站，建筑面积23890平方米，站台宽16米，顶板覆土约12.132米，底板埋深约30.51米，设2组风亭、3个出入口，1个无障碍换乘通道，2个消防疏散口及2组无障碍电梯。
17号线站厅侧墙布置有壁画《坝河光影》。17号线站台层北侧设有前往12号线站台西侧的单向换乘楼梯。12号线换乘17号线则需要经过两线站厅及换乘通道，通道内设有无障碍直梯、扶梯及坡道。

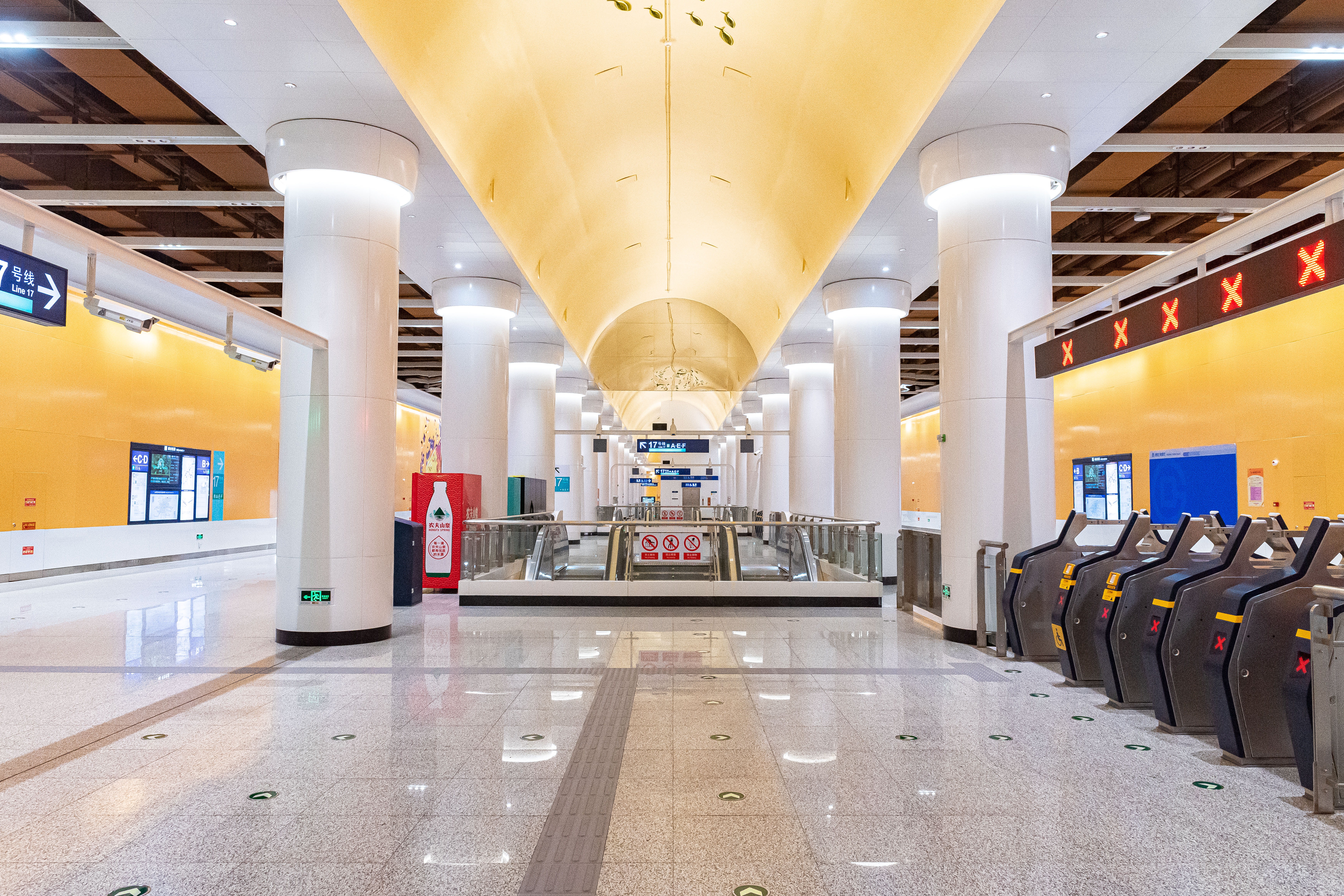
12号线站厅
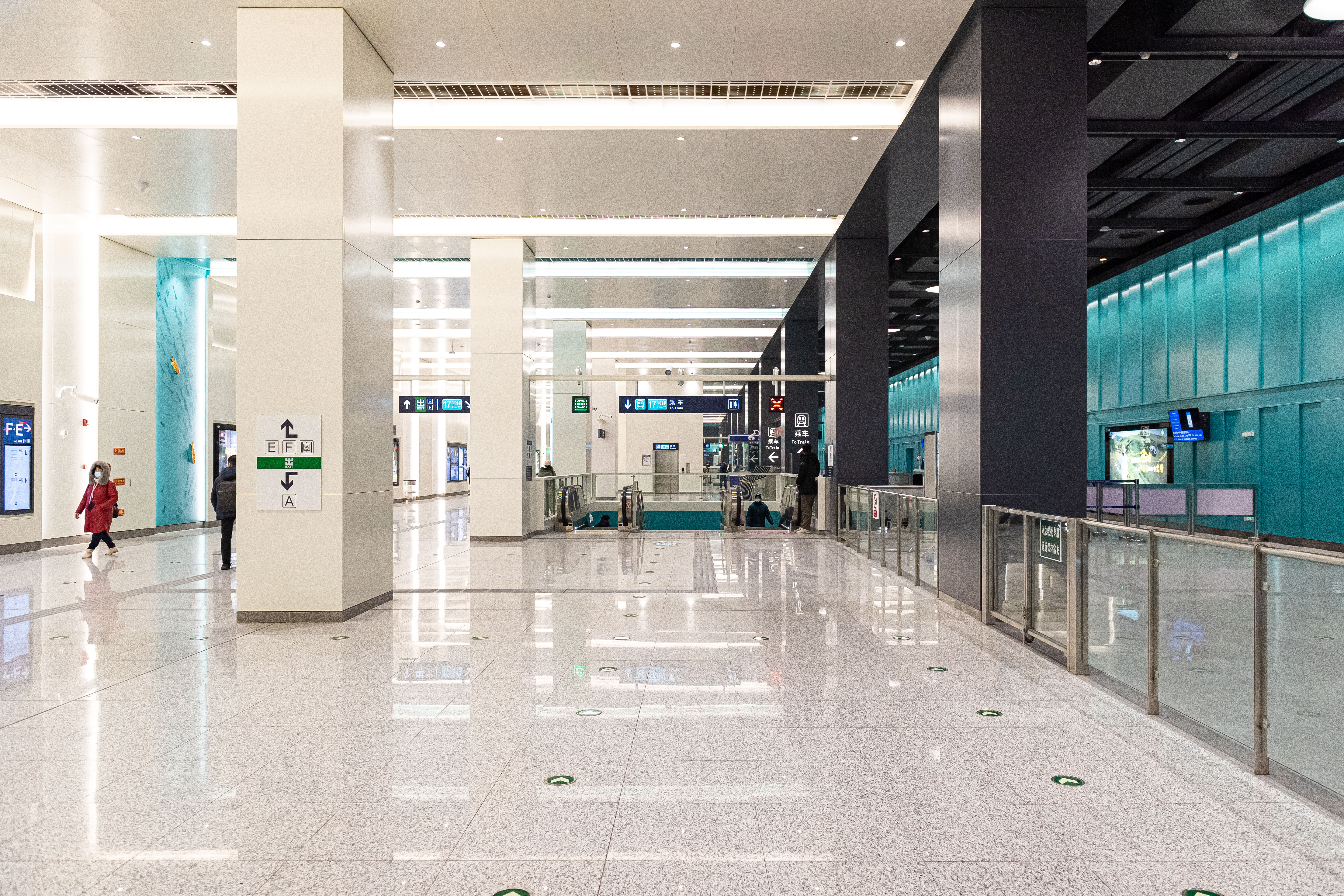
17号线站厅

| 地面 |                    | 出入口                                         |  |  |
| B1层 | 17号线站厅         | 票务服务、自动售票机、进出站闸机、换乘通道上层 |  |  |
| B2层 | 12号线站厅         | 票务服务、自动售票机、进出站闸机、换乘通道下层 |  |  |
|      |                    | █ 17号线 往未来科学城北（太阳宫）              |  |  |
|      | 岛式站台，左侧开门 |                                                |  |  |
|      |                    | █ 17号线 往工人体育场（左家庄）                |  |  |
| B3层 |                    | █ 12号线 往四季青桥（光熙门）                  |  |  |
|      | 岛式站台，左侧开门 |                                                |  |  |
|      |                    | █ 12号线 往东坝北（三元桥）                    |  |  |

- 12号线站厅
- 17号线站厅

## 出入口
西坝河站设有7个出入口，其中17号线设有A、E、F1、F2出入口，12号线设有B、C、D出入口。
|                       |            |                                                |      |                |
|                       |            |                                                |      |                |
| 編號                  | 指示       | 建議前往的目的地                               | 图片 | 无障碍设施图片 |
| 连通 17号线站厅       |            |                                                |      |                |
| 出口 · A              | 西坝河南路 | 北三环东路                                     |      | 不適用         |
| 连通 12号线站厅       |            |                                                |      |                |
| 出口 · B · 升降机标志 | 西坝河南路 |                                                |      |                |
| 出口 · C              | 北三环东路 |                                                |      | 不適用         |
| 出口 · D · 升降机标志 | 北三环东路 | 香河园派出所、中国国际展览中心朝阳馆、柒号市集 |      |                |
| 连通 17号线站厅       |            |                                                |      |                |
| 出口 · E · 升降机标志 | 西坝河南路 | 应急总医院                                     |      |                |
| · （仅供出站）        | 西坝河南路 |                                                |      | 不適用         |
| 出口 · F · 2          | 西坝河南路 |                                                |      | 不適用         |
| 註： 設有             |            |                                                |      |                |